# Saône

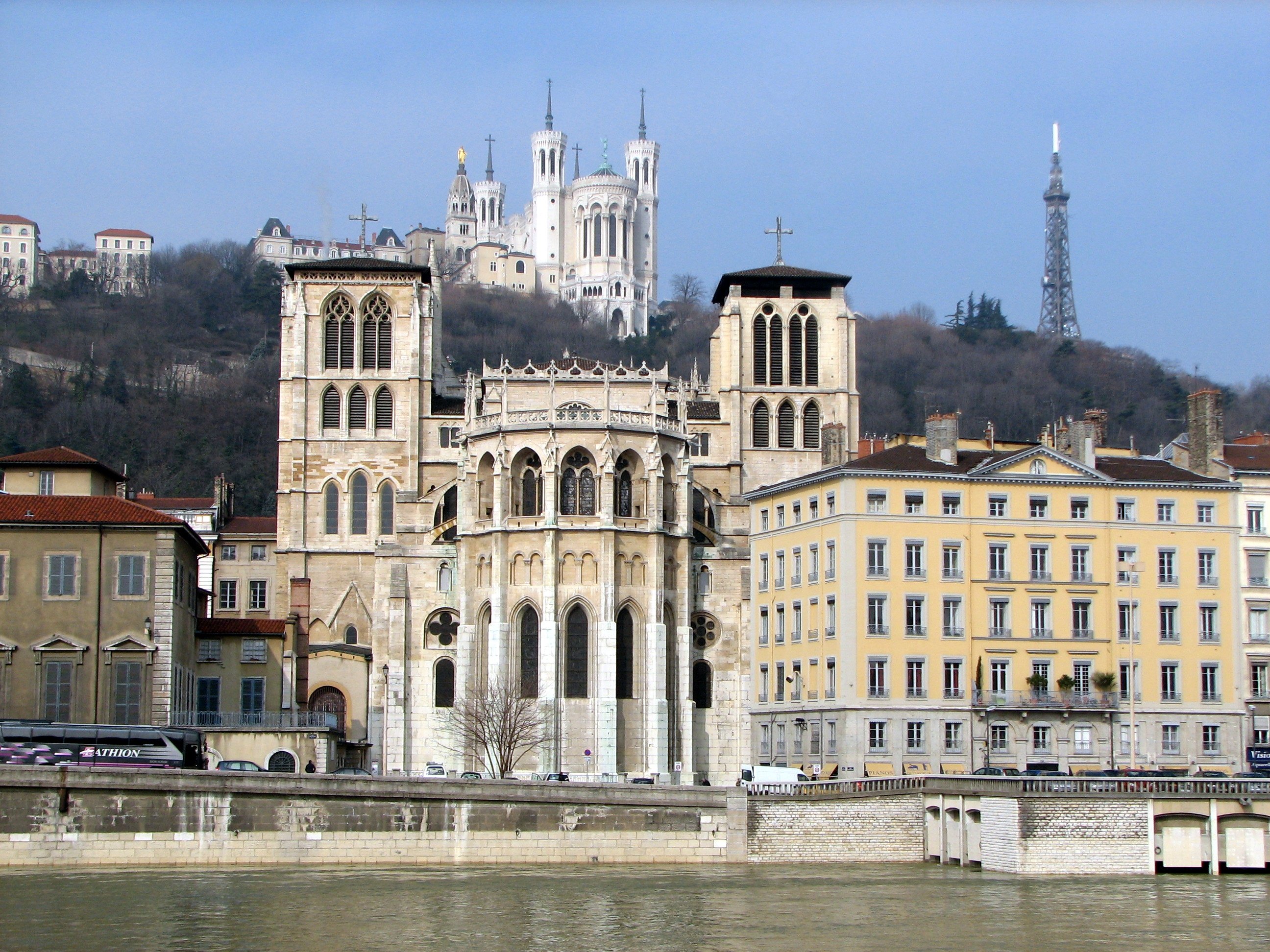
Cảnh nhìn từ bờ Saône ở Lyon, với Cathédrale Saint-Jean-Baptiste de Lyon, Basilique Notre-Dame de Fourvière và Tour métallique de Fourvière

Saône (tiếng Pháp: [son]; tiếng Arpitan: Sona; tiếng Latinh: Arar) là một con sông miền đông nước Pháp. Đây là phụ lưu hữu ngạn của dòng sông Rhône, bắt nguồn từ Vioménil (tỉnh Vosges) để rồi đổ vào Rhône tại Lyon, ngay phía nam Presqu'île.
Cái tên Saône bắt nguồn từ tên nữ thần sông Souconna trong thần thoại Celt. Tu sĩ trong ghi chép dần dần viết Souconna thành Saoconna, để rồi trở thành từ Saône ngày này. Những cái tên thời cổ khác cho con sông này là Brigoulus và Arar.

## Địa lý
Dòng sông Saône bắt nguồn từ chân một con dốc ở Vioménil ở động cao 392 mét (1.286 ft), đổ vào sông Rhône tại Lyon ở độ cao 158 mét (518 ft). Độ dài sông là 473 kilômét (294 mi). Phụ lưu lớn nhất là Doubs; ở vùng thượng lưu, khi chưa nhận nước từ Doubs tại Verdun-sur-le-Doubs (thuộc Saône-et-Loire), dòng Saône được gọi là "Petite Saône" (Saône Nhỏ), cho thấy tầm quan trọng của sông Doubs với Saône. Trên thực tế, lưu lượng sông Doubs còn hơi lớn hơn của Petite Saône: 175 mét khối trên giây (6.200 cu ft/s) so với 160 mét khối trên giây (5.700 cu ft/s); do vậy có người cho rằng sông Saône đổ vào sông Doubs mới đúng. Tuy vậy, Saône có lưu vực lớn hơn Doubs đáng kể: 11.500 kilômét vuông (4.400 dặm vuông Anh) so với 7.500 kilômét vuông (2.900 dặm vuông Anh).
Với diện tích 30.000 kilômét vuông (12.000 dặm vuông Anh) (xấp xỉ 1/18 Chính quốc Pháp), Saône là dòng sông Pháp không đổ thẳng ra biển có lưu vực lớn nhất.